# العفوص
العفوص قرية تتكون من سبع قُرى وتقع في قبيلة بني حسن إحدى قبائل زهران، في الجزء الجنوب الغربي من المملكة العربية السعودية وتبعد عن مدينة الباحة 20 كيلو على طريق الباحة ومحافظة المندق. 
تمتاز قُرى العفوص بجمال الطبيعة وبموقع متميز تطل على وادي جدر من أعلى جبل ضحيان والذي يوجد به حصن مثقال التاريخي.

## قُرى العفوص
تتكون قرية العفوص من سبع قُرى على مفترقين منفصلين:
الطريق الأول بجوار الجمعية الخيرية في بني حسن وتضم قريتين وهما:
- قرية الثعبان
- قرية الركبة

والمفترق الثاني طريق البلهق ويضم خمس قُرى وهي:
- قرية المسامير
- قرية المرازنة
- قرية آل عمر
- قرية آل ذهيب
- قرية العيينة